# Norra Vram
Norra Vram (dansk: Nørre Vram ) er kirkebyn i Nørre Vram sogn, beliggende nordøst for Bjuv nedenfor Söderåsen/Sønder ås (etymologi: Vrå (bugte) + um ). Sognet har været splittet mellem Lugede og Sønder Aasbo herreder. 
Jens Bille er begravet i Nørre Vram kirke.